# Alfred Trollip

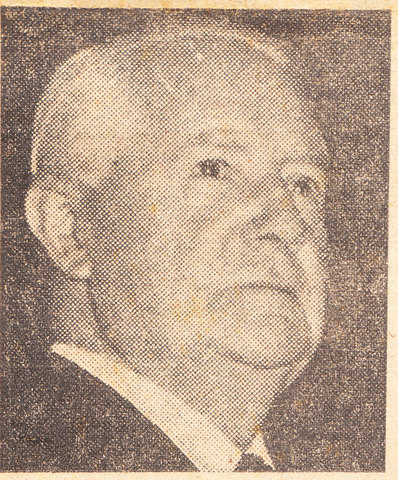
Alfred Trollip

Alfred Ernest Grey Trollip (* 16. Juli 1895 in Johannesburg; † 12. März 1972 in Pretoria, Transvaal) war ein südafrikanischer Rechtsanwalt und Politiker der United Party (UP) sowie später der Nasionale Party (NP), der unter anderem mehrmals Minister war.

## Leben
Alfred Ernst Trollip, Nachfahre von 1820 eingewanderten Briten, absolvierte nach dem Schulbesuch in Johannesburg ein Studium an der Witwatersrand-Universität. Er war zunächst Mitglied der United Party (UP), für die er zum Mitglied des Rates der Provinz Transvaal gewählt wurde. Bei den Wahlen vom 18. Mai 1938 wurde er für die UP erstmals zum Mitglied der Abgeordnetenkammer (Volksraad van Suid-Afrika) gewählt und vertrat in dieser zunächst den Wahlkreis Brakpan. Zugleich absolvierte er ein postgraduales Studium der Geschichtswissenschaften an der Witwatersrand-Universität und erwarb dort 1947 einen Master of Arts (M.A. History) mit einer Arbeit über den von 1924 bis 1939 regierenden Premierminister der Südafrikanischen Union, Barry Hertzog, mit dem Titel The First Phase of Hertzogism. Bei den Wahlen vom 15. April 1953 wurde er im Wahlkreis Bezuidenhout als Mitglied der Abgeordnetenkammer wiedergewählt, der er nunmehr bis zur Wahl am 16. April 1958 angehörte. Im Anschluss wurde er 1958 Nachfolger von Denis Gem Shepstone Administrator der Provinz Natal und bekleidete dieses Amt bis November 1961, woraufhin Theo Gerdener seine Nachfolge antrat.
1961 verließ Trollip die United Party und wechselte zur Nasionale Party (NP), für die er 1961 Mitglied des Senats (Senaat) wurde. Er bekleidete im Kabinett Verwoerd I zwischen dem 8. Oktober 1961 und dem 30. März 1966 das Amt als Arbeitsminister. Die Ernennung von ihm und Informationsminister Frank Waring wurde als Annäherung von Premierminister Hendrik Frensch Verwoerd an die englischsprachige Bevölkerung gedeutet. Im darauf folgenden Kabinett Verwoerd II fungierte er vom 1. April 1966 bis zum 6. September 1966 als Minister für Einwanderung sowie als Minister für Indische Angelegenheiten. Er übernahm diese Funktion auch in dem nach der Ermordung Verwoerds von Balthazar Johannes Vorster am 13. September 1966 gebildeten Kabinett Vorster I. Im Zuge einer Kabinettsumbildung wurde er 1968 als Einwanderungsminister von Connie Mulder abgelöst, während Frank Waring sein Nachfolger als Minister für Angelegenheiten der Indischen Bevölkerung wurde.

## Schriften
- mit Michael Roberts: The South African Opposition 1939–1945, London 1947.